# Cyrtopogon falto
Cyrtopogon falto är en tvåvingeart som först beskrevs av Walker 1849.  Cyrtopogon falto ingår i släktet Cyrtopogon och familjen rovflugor. Inga underarter finns listade i Catalogue of Life.